# Rose de Laval
Rose Lacoste de Laval, dite Rose de Laval, née Rose Marie Anne de Lestrange le 2 mai 1934 à Paris 7e et morte le 14 septembre 2017 à Paris 16e, est une journaliste française.

## Biographie
Issue d’une famille originaire de l’Ardèche, Rose de Laval partage son enfance entre Paris et la Vendée. En 1956, elle épouse Michel de Lacoste de Laval, fils d’Alain de Laval, éditeur publicitaire, avec lequel elle a deux enfants.
Elle anime dans les années 1960 et 1970 la revue gaulliste Nouvelle Frontière fondée en 1963 par l’homme politique Jacques Baumel. En 1968, Jean Charbonnel, député de la Corrèze, emprunte le nom de la revue pour lancer un club de réflexion destiné à rallier les intellectuels à l’Union pour la nouvelle République (UNR),.
L’homme politique Robert Poujade, secrétaire général de l’Union des démocrates pour la République (UDR) de 1968 à 1971, rapporte dans un recueil de souvenirs publié en 2011 que « le cercle Nouvelle Frontière a publié sous ce nom, dans les années 1960 et sous la conduite de Rose de Laval, une revue de bonne qualité, héritière de Liberté de l’esprit, en plus cossu ».
Elle collabore dans les années 1970 et 1980 aux revues Historia et Histoire Magazine. Elle assure, de 1983 à 2001, la direction éditoriale de la publication municipale parisienne Le Nouveau Journal du 14e.
Rose de Laval meurt en 2017. Le député Jean-Louis Bourlanges prononce un éloge funèbre lors de ses obsèques. Elle est inhumée au cimetière de Bouzy-la-Forêt dans le Loiret.

## Publications
Rose de Laval publie, au cours des années 1990, divers ouvrages ayant trait à l’histoire, la culture et les traditions populaires ainsi qu’à la vie pratique.
- Filles de joie et maisons closes, [Genève] : Editions de Crémille, 1994
- Chansons pour rire et pour pleurer, [Genève] : Editions de Crémille, 1996
- L’art du jardin, [Genève] : Editions de Crémille, collection Les savoir-faire oubliés, 1996  (ISBN 9782841211036) et 2841211037
- Sur le chemin des bêtes, [Genève] : Editions de Crémille, collection Les savoir-faire oubliés, 1997
- L’art de la chasse et de la pêche, [Genève] : Editions de Crémille, collection Les savoir-faire oubliés, 1999
- La chirurgie esthétique, Milan, collection Les Essentiels, 2000  (ISBN 9782745901538) et 2745901532

## Distinctions
Un prix de poésie lui est décerné par le Club des poètes au début des années 1960. Deux textes sont publiés dans Les Cahiers du club sous le pseudonyme Estella Lordenger.